# Alu-sequentie
De Alu-sequentie is een kort stukje DNA dat oorspronkelijk gekenmerkt werd door het Alu restrictie-enzym (dat afkomstig is van Arthrobacter luteus). Verschillende Alu-sequenties komen in het primatengenoom voor. Bij mensen zijn het zelfs de meest voorkomende mobiele genetische elementen: de short interspersed nuclear elementen (SINE's). Evolutionair gezien zijn ze afgeleid van het kleine cytoplasmatische 7SL RNA, een component van het signaalherkenningdeeltje.

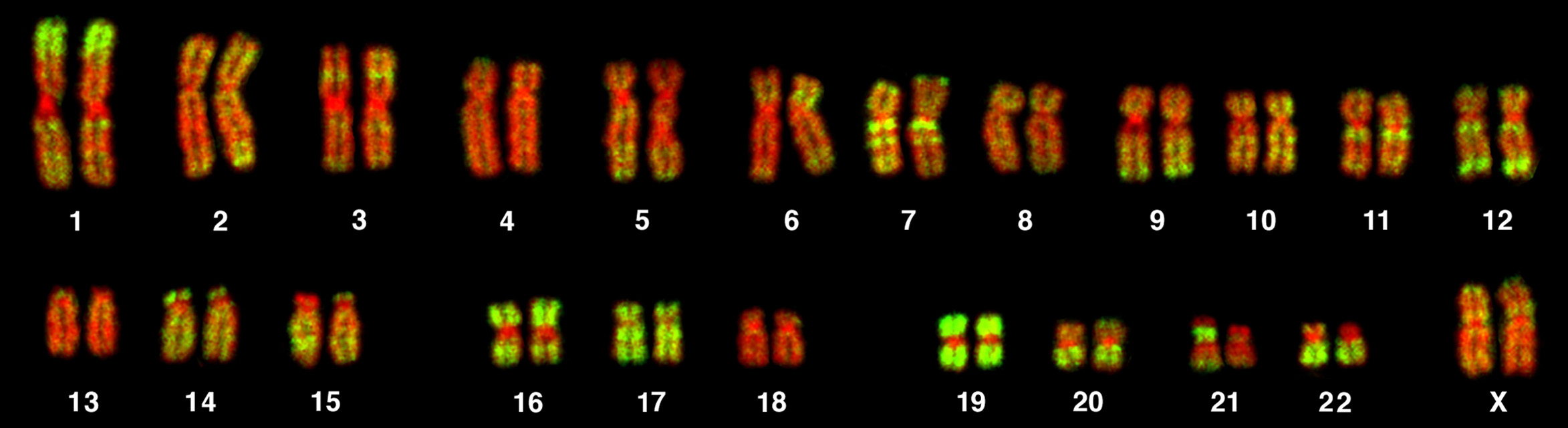
Karyotype van de lymfocyt (46,XX) van een vrouw. De Alu-sequenties (in het groen) werden gebruikt om te chromosomen aan te tonen met veel genen

Sommige kankers worden in verband gebracht met genetische inserties in Alu-sequenties.
Alu-sequenties kunnen nuttig aangewend worden om de populatiegenetica te onderzoeken aan de hand van polymorfe loci: Zo is er een dimorfe Alu-sequentie op chromosoom 8, in intron 8 van het gen voor weefselplasminogeenactivator (tPA).